# Anita Garibaldi (đô thị)
Anita Garibaldi là một đô thị thuộc bang Santa Catarina, Brasil. Đô thị này có diện tích 588,612 km², dân số năm 2007 là 9141 người, mật độ 17 người/km². Đô thị mang tên Anita Garibaldi, vợ và bạn đồng chí của Giuseppe Garibaldi.